# Berma

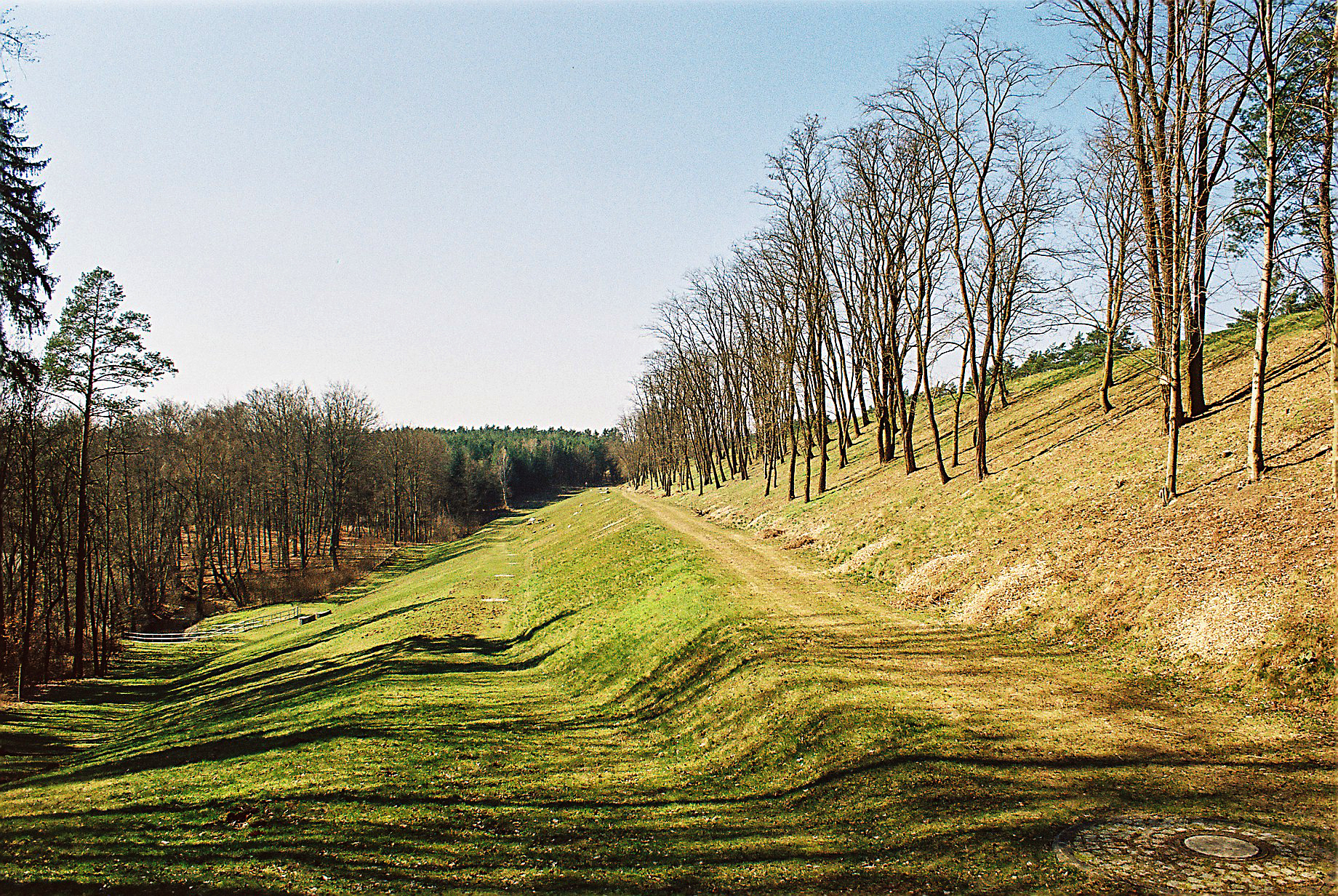
Terraplè d'un dic amb dues bermes.

Bermes en un dic i entre terraplens. Bermes (A), rasa (B), dic (C), terraplè (D)

Berma (1) en un canal (4), cobert amb vegetació (2), típic dels Països Baixos, on els dics (3) contenen les crescudes.

Una berma és un espai pla, cornisa, o barrera elevada que separa dues zones. L'origen de la paraula és el terme berm del neerlandès. En arqueologia una berma és espai anivellat entre un terraplè i el seu fossat annex o l'estret espai entre un terraplè i el seu fossat i el terraplè extern.

## Orígens
En enginyeria militar medieval, una berma era un espai pla en la paret escarpada que hi havia entre un parapet, o muralla defensiva, i el fossat d'una fortificació. Va ser pensat per reduir la pressió del sòl en les parets de la part excavada per impedir el seu enfonsament. També va tenir com a fi que les deixalles llançades des de la fortificació o els enderrocs despresos de la muralla o la pròpia fortificació durant l'enfrontament no caiguessin en el fossat i així evitar el seu rebliment. La berma permetia, també, situar les bastides per a la posterior restauració dels danys.
En la guerra de trinxeres de la Primera Guerra Mundial, el nom es va aplicar a una funció similar en la vora d'una trinxera, que va servir, principalment, com un suport per al colze dels tiradors.

## Ús modern
En l'enginyeria militar moderna, berma ha arribat a significar la paret de terra o gespa o el parapet en si mateix. El terme es refereix especialment a una paret de terra baixa adjacent a una rasa. L'excavació de la rasa (sovint per una excavadora o vehicles d'enginyeria de combat) pot proporcionar la font d'on es construeix la berma. Les parets construïdes d'aquesta manera són un obstacle a la vehicles, inclosos la majoria dels vehicles blindats de combat, però són fàcilment travessades per la infanteria. A causa de la facilitat de construcció, aquestes parets es poden fer de centenars, o milers, de quilòmetres de llarg.
Les bermes també s'utilitzen per al control de l'erosió i sedimentació mitjançant la reducció de l'índex de vessament superficial. Les bermes o bé redueixen la velocitat de l'aigua, o bé dirigeixen l'aigua a zones que no són susceptibles a l'erosió, reduint així els efectes adversos de l'aigua corrent sobre la capa superficial del sòl exposada.
Després del vessament de petroli el 2010 per la plataforma Deepwater Horizon en el Golf de Mèxic, la construcció de bermes dissenyades per evitar que el cru arribés als fràgils aiguamolls de Louisiana va resultar oficialment aprovat pel Govern Federal a mitjans juny de 2010, després de nombrosos fracassos per frenar i contenir la fugida de petroli amb tecnologies més avançades.
Almenys a Espanya i en castellà (freqüentment s'usa com a sinònim de voral), es denomina berma, a una franja de terreny sense pavimentar al costat dels vorals de les carreteres. Aquesta franja sol presentar un pendent cap al talús o cap a la cuneta de desguàs i és segons la normativa de traçat del Ministeri de Foment, el lloc on se situa la senyalització vertical i el sistema de contenció de vehicles (barrera guardarrail).